# Hexachlorcyclopentadien
Hexachlorcyclopentadien (HCCPD) ist eine chemische Verbindung aus der Gruppe der chlorierten Kohlenwasserstoffe, die als zitronengelbe, für Menschen giftige Flüssigkeit vorliegt. Es wurde früher zur Herstellung mehrerer inzwischen verbotener Insektizide verwendet und bis 1970 in großen Mengen produziert, ist aber immer noch ein wichtiges Zwischenprodukt.

## Eigenschaften
HCCPD hat einen scharfen Geruch und einen Flammpunkt von 109 °C. Es löst sich schwer in Wasser unter langsamer Abspaltung von Chlorwasserstoff. Es ist mischbar mit Aceton, Tetrachlormethan, Methanol und Hexan.
Hexachlorcyclopentadien ist hoch reaktiv in Additions-, Substitutions- und Diels-Alder-Reaktionen.

## Gewinnung
Perchlorcyclopentadien wird technisch durch Chlorierung von Cyclopentadien und anschließendes Erhitzen des teilchlorierten Produkts in Gegenwart von Katalysatoren hergestellt.

## Verwendung
Hexachlorcyclopentadien ist die Vorstufe für die Synthese der Insektizide Aldrin, Chlordan, Dieldrin, Endrin, Endosulfan, Heptachlor, Isodrin, Mirex und Dienochlor (sogenannte chlorierte Cyclodiene), die größtenteils unter dem Stockholmer Übereinkommen verboten wurden.
Die Substanz kann auch zur Herstellung von Flammschutzmitteln, nicht brennbaren Harzen, bruchfesten Kunststoffen, Säuren, Estern, Ketonen, Fluorkohlenwasserstoffen und Farbstoffen verwendet werden.

## Physiologische Daten
Nach letztem Stand (Nov. 2004) ist Hexachlorcyclopentadien nicht als mutagen, kanzerogen oder fruchtschädigend einzustufen, der Arbeitsplatzgrenzwert liegt bei 0,02 ml·m−3, bzw. 0,2 mg·m−3.